# 夏卓賢
夏卓賢爵士陸軍中將，KCB，OBE（英語：General Sir (Arthur) John Archer，1924年2月12日—1999年3月12日），時任英國陸軍高級軍官，以及英國軍隊前署任司令。

## 軍事生涯
夏卓賢於彼得伯勒國王學院和剑桥大学圣凯瑟琳学院學習；1944年，夏卓賢加入了皇家諾福克軍團。1946年，他轉任德文郡和多實郡軍團為馬來亞緊急狀態效力。1965年至1967年，他委任德文郡和多實郡軍團第一軍營指揮官；他在1968年至1969年，則在波斯灣進行；他在1972年至1974年，委任英國陸軍第二步兵總指揮官；1974年至1976年，他委任英國國防部空軍職員，以及在1976年至1978年，擔任駐港英軍司令。
1978年4月，擔任英國陸軍總司令，直至1980年退休止。

## 晚年工作
夏卓賢退休後，曾委任香港上海匯豐銀行有限公司和英皇御准香港賽馬會（香港賽馬會前身）行政總裁，直至1986年退休止。